# UCI Oceania Tour 2021
L'UCI Oceania Tour 2021 è stata la diciassettesima edizione dell'UCI Oceania Tour, uno dei cinque circuiti continentali di ciclismo dell'Unione Ciclistica Internazionale. Era composto da due gare che si sono svolte a gennaio 2021 in Nuova Zelanda.

## Calendario

### Gennaio
| Data  | Prova                     | Cat. | Vincitore     | Squadra                         |
| ----- | ------------------------- | ---- | ------------- | ------------------------------- |
| 13-17 | New Zealand Cycle Classic | 2.2  | Corbin Strong | Nuova Zelanda                   |
| 23    | Gravel and Tar Classic    | 1.2  | Aaron Gate    | Black Spoke Pro Cycling Academy |

## Classifiche
| Pos. | Corridore         | Squadra      | Punti    |
| ---- | ----------------- | ------------ | -------- |
| 1    | Richie Porte      | Ineos        | 1 303,33 |
| 2    | Ben O'Connor      | AG2R         | 1 227    |
| 3    | Jack Haig         | Bahrain      | 1 131    |
| 4    | Michael Matthews  | BikeExchange | 1 087    |
| 5    | Caleb Ewan        | Lotto        | 766      |
| 6    | Michael Storer    | DSM          | 526      |
| 7    | Lucas Hamilton    | BikeExchange | 490      |
| 8    | Rohan Dennis      | Ineos        | 471,33   |
| 9    | George Bennett    | Jumbo        | 366      |
| 10   | Heinrich Haussler | Bahrain      | 346      |

| Pos. | Squadra                            | Punti |
| ---- | ---------------------------------- | ----- |
| 1    | Black Spoke Pro Cycling            | 461,5 |
| 2    | Global 6 Cycling                   | 131   |
| 3    | Team BridgeLane                    | 80    |
| 4    | St George Continental Cycling Team | 73    |
| 5    | ARA Pro Racing Sunshine Coast      | 1     |

| Pos. | Nazione       | Punti    |
| ---- | ------------- | -------- |
| 1    | Australia     | 7 001,66 |
| 2    | Nuova Zelanda | 1 391,34 |

| Pos. | Nazione       | Punti  |
| ---- | ------------- | ------ |
| 1    | Nuova Zelanda | 627,68 |
| 2    | Australia     | 244    |